# Драфт НБА 1981 года

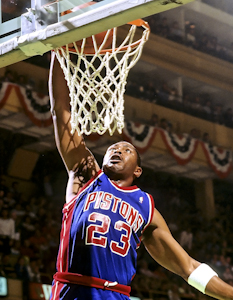
Марк Агирре был выбран под первым номером «Даллас Маверикс».

Драфт НБА 1981 года состоялся 9 июня 1981 года в Нью-Йорке и стал 35-м ежегодным драфтом Национальной баскетбольной ассоциации. На этом драфте 23 команды НБА по очереди выбирали баскетболистов-любителей из США и других подходящих игроков, в том числе из других стран. Первые два выбора драфта принадлежали командам, которые финишировали последними в каждой конференции в предыдущем сезоне, порядок выбора определялся подбрасыванием монеты. «Даллас Маверикс» выиграл жеребьёвку и получил первый выбор, а «Детройт Пистонс» - второй. Остальные драфт-пики первого и последующих раундов были определены командам в обратном порядке их показателям побед-поражений в предыдущем сезоне. Игрок, окончивший четыре курса колледжа, автоматически получал право выставить свою кандидатуру на драфт. Перед драфтом пять студентов не окончивших колледж выставили свои кандидатуры. Драфт состоял из 10 раундов, включающих отбор 223 игроков.
«Даллас Маверикс» выбрал под первым номером Марка Агирре из Университета Де Поля, обладателя Приза Нейсмита (лучший игрок года среди студентов) 1980 года. Агирре, который только что закончил третий курс, стал вторым самым молодым игроком, выбранным под первым номером, после Мэджика Джонсона в 1979 году. «Детройт Пистонс» выбрал под вторым номером Айзею Томаса, второкурсника из Университета Индианы. Томас выиграл с Индианой чемпионат NCAA в 1981 году и был назван лучшим игроком турнира. «Нью-Джерси Нетс» под третьим номером выбрали ещё одного неокончившего обучение студента, Бака Уильямса (Университет Мэриленда). Уильямс получил приз Новичок года, а также был выбран для участия в Матче всех звёзд в своём первом сезоне в НБА. Этот драфт стал первым, в котором первые три драфт-пика были студентами неокончившими обучение в колледже. Дэнни Эйндж, обладатель Приза имени Джона Вудена 1981 года в составе Университета Бригама Янга, был выбран во втором раунде под 31-м номером «Бостон Селтикс». Эйндж играл в профессиональный бейсбол в 1979 году за «Торонто Блю Джейс» в МЛБ. По слухам, он хотел продолжить свою бейсбольную карьеру, но «Селтикс» удалось переубедить его. Он один из двенадцати спортсменов, которые играли в НБА и МЛБ.

## Драфт

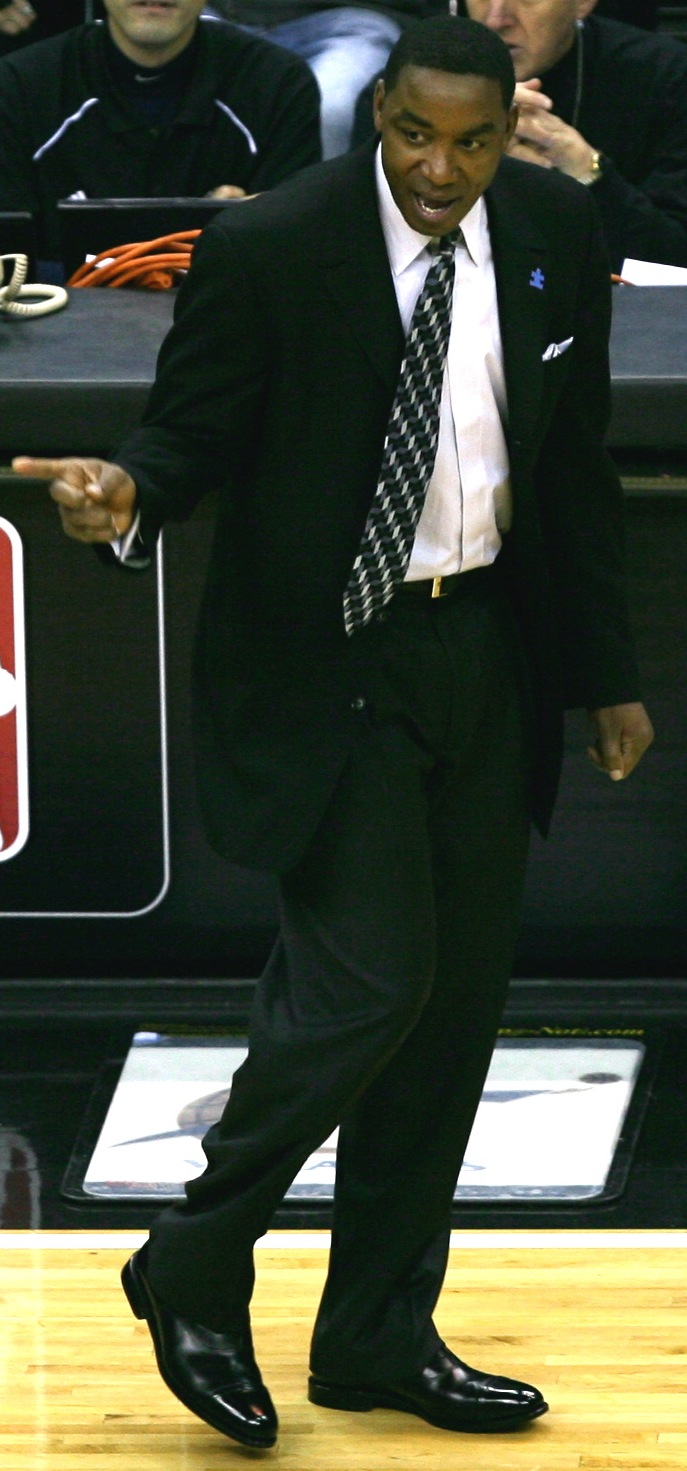
Айзея Томас - 2-й номер драфта.

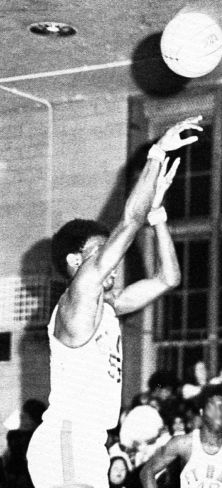
Альберт Кинг - 10-й номер драфта.

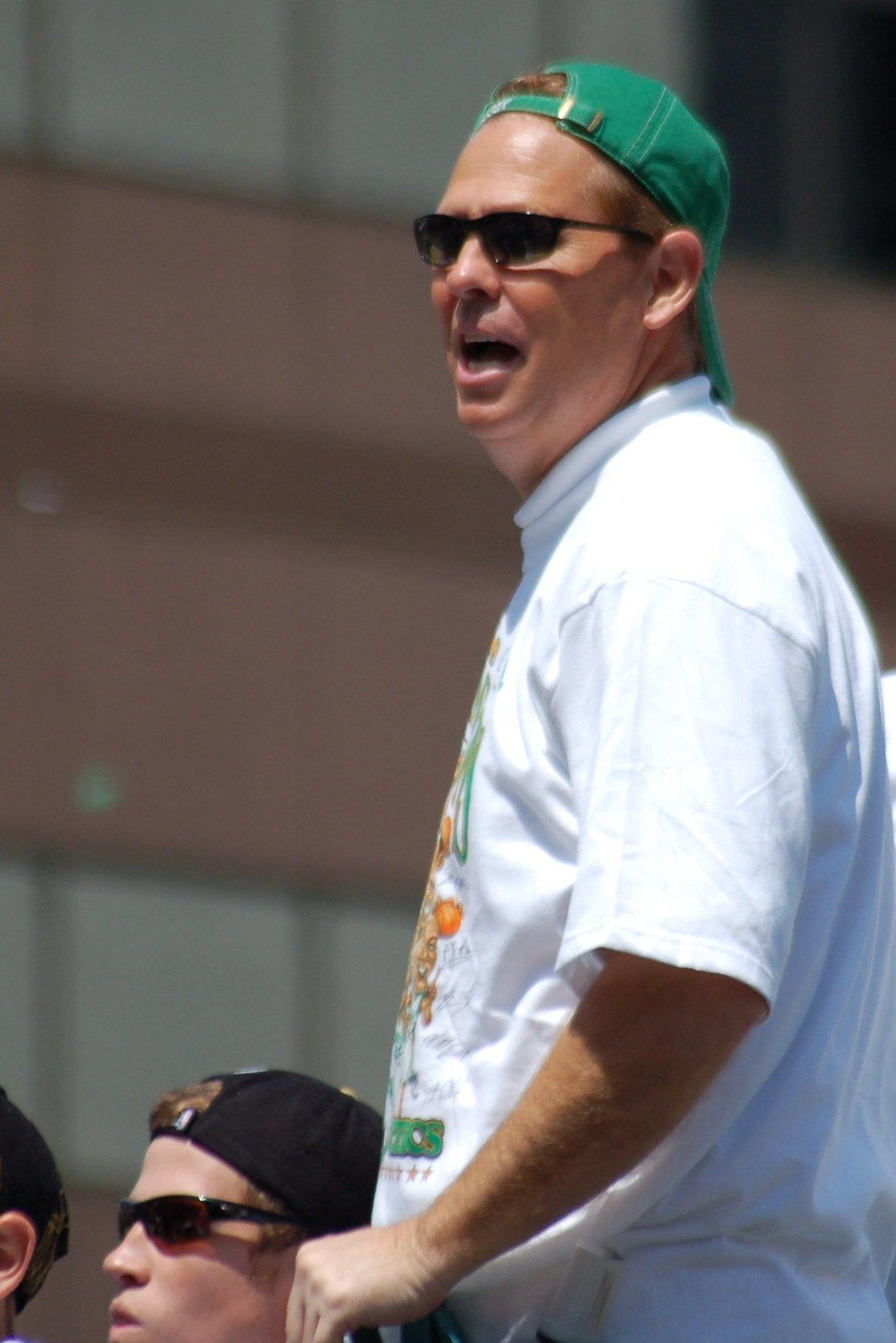
Дэнни Эйндж - 31-й номер драфта.

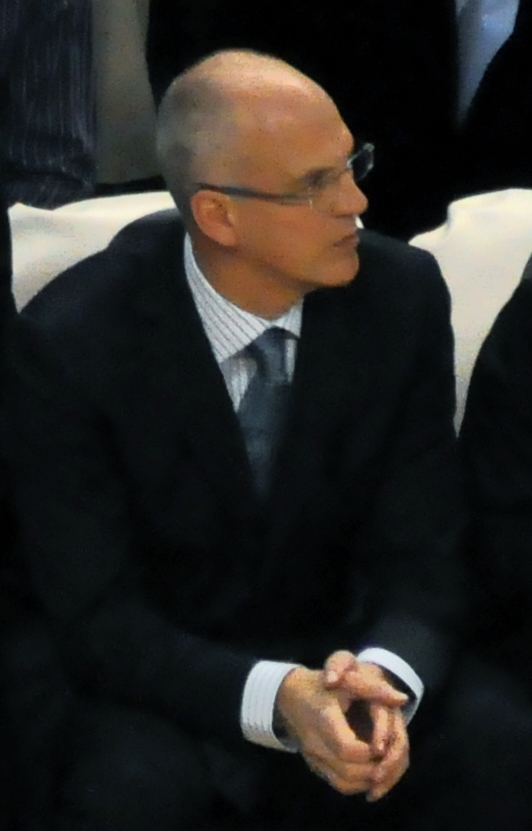
Джей Триано, выбранный под 179-м номером, никогда не играл в НБА, но тренировал в лиге.

| З | Защитник | Ф | Форвард | Ц | Центровой |

|  | Выделены игроки, выбранные в Зал славы баскетбола                   |
|  | Выделены участники Матча всех звёзд и игроки сборной всех звёзд НБА |
|  | Выделены участники Матча всех звёзд                                 |
|  | Выделены игроки сборной всех звёзд                                  |
|  | Выделены игроки, не игравшие в НБА                                  |

| Раунд | № драфта | Игрок              | Позиция | Национальность | Команда НБА                                                       | Университет/Колледж         |
| ----- | -------- | ------------------ | ------- | -------------- | ----------------------------------------------------------------- | --------------------------- |
| 1     | 1        | Марк Агирре        | З/Ф     | США            | Даллас Маверикс                                                   | Де Поль (3-й курс)          |
| 1     | 2        | Айзея Томас        | З       | США            | Детройт Пистонс                                                   | Индиана (2-й курс)          |
| 1     | 3        | Бак Уильямс        | Ф/Ц     | США            | Нью-Джерси Нетс                                                   | Мэриленд (3-й курс)         |
| 1     | 4        | Эл Вуд             | З/Ф     | США            | Атланта Хокс (из Кливленда через Филадельфию, Портленд и Чикаго)  | Сев. Каролина (4-й курс)    |
| 1     | 5        | Дэнни Врэйнс       | Ф       | США            | Сиэтл Суперсоникс (из Юты)                                        | Юта (4-й курс)              |
| 1     | 6        | Орландо Вулдридж   | Ф       | США            | Чикаго Буллз (из Атланты)                                         | Нотр-Дам (4-й курс)         |
| 1     | 7        | Стив Джонсон       | Ф/Ц     | США            | Канзас-Сити Кингз (из Сиэтла через Нью-Йорк)                      | Орегон Стэйт (4-й курс)     |
| 1     | 8        | Том Чамберс        | Ф/Ц     | США            | Сан-Диего Клипперс                                                | Юта (4-й курс)              |
| 1     | 9        | Роландо Блэкмен    | З       | Панама · США   | Даллас Маверикс (из Денвера)                                      | Канзас Стэйт (4-й курс)     |
| 1     | 10       | Альберт Кинг       | З/Ф     | США            | Нью-Джерси Нетс (из Голден Стэйт через Портленд)                  | Мэриленд (4-й курс)         |
| 1     | 11       | Фрэнк Джонсон      | З       | США            | Вашингтон Буллетс                                                 | Уэйк-Форест (4-й курс)      |
| 1     | 12       | Келли Трипучка     | З/Ф     | США            | Детройт Пистонс (из Канзас-Сити)                                  | Нотр-Дам (4-й курс)         |
| 1     | 13       | Дэнни Шейес        | Ф/Ц     | США            | Юта Джаз (из Хьюстона)                                            | Сиракьюс (4-й курс)         |
| 1     | 14       | Херб Уильямс       | Ф/Ц     | США            | Индиана Пэйсерс                                                   | Огайо Стэйт (4-й курс)      |
| 1     | 15       | Джефф Лэмп         | З/Ф     | США            | Портленд Трэйл Блэйзерс                                           | Виргиния (4-й курс)         |
| 1     | 16       | Дарнелл Валентайн  | З       | США            | Портленд Трэйл Блэйзерс (из Чикаго)                               | Канзас (4-й курс)           |
| 1     | 17       | Кевин Лодер        | З/Ф     | США            | Канзас-Сити Кингз (из Нью-Йорка через Кливленд)                   | Алабама Стэйт (4-й курс)    |
| 1     | 18       | Рэй Толберт        | Ф       | США            | Нью-Джерси Нетс (из Сан-Антонио)                                  | Индиана (4-й курс)          |
| 1     | 19       | Майк МакГи         | З/Ф     | США            | Лос-Анджелес Лейкерс                                              | Мичиган (4-й курс)          |
| 1     | 20       | Ларри Нэнс         | Ф/Ц     | США            | Финикс Санз                                                       | Клемсон (4-й курс)          |
| 1     | 21       | Элтон Листер       | Ф/Ц     | США            | Милуоки Бакс                                                      | Аризона Стэйт (4-й курс)    |
| 1     | 22       | Франклин Эдвардс   | З       | США            | Филадельфия 76                                                    | Кливленд Стэйт (4-й курс)   |
| 1     | 23       | Чарльз Брэдли      | З       | США            | Бостон Селтикс                                                    | Вайоминг (4-й курс)         |
| 2     | 24       | Джей Винсент       | Ф       | США            | Даллас Маверикс                                                   | Мичиган Стэйт (4-й курс)    |
| 2     | 25       | Трэйси Джексон     | З/Ф     | США            | Бостон Селтикс (из Детройта)                                      | Нотр-Дам (4-й курс)         |
| 2     | 26       | Брайан Джексон     | Ф       | США            | Портленд Трэйл Блэйзерс (из Нью-Джерси через Индиану)             | Юта Стэйт (4-й курс)        |
| 2     | 27       | Ховард Вуд         | Ф       | США            | Юта Джаз                                                          | Теннесси (4-й курс)         |
| 2     | 28       | Джин Бэнкс         | З/Ф     | США            | Сан-Антонио Спёрс (из Кливленда через Лос-Анджелес и Чикаго)      | Дьюк (4-й курс)             |
| 2     | 29       | Эдди Джонсон       | З/Ф     | США            | Канзас-Сити Кингз (из Атланты)                                    | Иллинойс (4-й курс)         |
| 2     | 30       | Эд Рейнс           | Ф       | США            | Сан-Антонио Спёрс (из Сиэтла через Чикаго)                        | Юж. Алабама (4-й курс)      |
| 2     | 31       | Дэнни Эйндж        | З/Ф     | США            | Бостон Селтикс (из Сан-Диего)                                     | Бригам Янг (4-й курс)       |
| 2     | 32       | Майк Оливер        | З       | США            | Чикаго Буллз (из Денвера, обменян в Индиану)                      | Ламар (4-й курс)            |
| 2     | 33       | Сэм Уильямс        | Ф       | США            | Голден Стэйт Уорриорз (из Вашингтона)                             | Аризона Стэйт (4-й курс)    |
| 2     | 34       | Кен Грин           | Ф       | США            | Денвер Наггетс (из Голден Стэйт через Юту)                        | Панамериканский (4-й курс)  |
| 2     | 35       | Чарльз Дэвис       | Ф       | США            | Вашингтон Буллетс (из Хьюстона)                                   | Вандербильт (4-й курс)      |
| 2     | 36       | Рэй Блюм           | З       | США            | Индиана Пэйсерс (из Канзас-Сити через Кливленд, обменян в Чикаго) | Орегон Стэйт (4-й курс)     |
| 2     | 37       | Эл Лэсли           | З       | США            | Индиана Пэйсерс                                                   | Бакнелл (4-й курс)          |
| 2     | 38       | Клайд Брэдшоу      | З       | США            | Атланта Хокс (из Чикаго)                                          | Де Поль (4-й курс)          |
| 2     | 39       | Харви Наклс        | Ф       | США            | Лос-Анджелес Лейкерс (из Портленда через Детройт)                 | Толедо (4-й курс)           |
| 2     | 40       | Грэг Кук           | Ф       | США            | Нью-Йорк Никс                                                     | ЛСЮ (4-й курс)              |
| 2     | 41       | Клод Грегори       | Ф       | США            | Вашингтон Буллетс (из Сан-Антонио)                                | Висконсин (4-й курс)        |
| 2     | 42       | Элвис Ролл         | Ф/Ц     | США            | Лос-Анджелес Лейкерс                                              | Флорида Стэйт (4-й курс)    |
| 2     | 43       | Элстон Тёрнер      | З/Ф     | США            | Даллас Маверикс (из Финикса)                                      | Миссисипи (4-й курс)        |
| 2     | 44       | Стив Лингенфельтер | Ф       | США            | Вашингтон Буллетс (из Милуоки через Канзас-Сити и Нью-Джерси)     | Юж. Дакота Стэйт (4-й курс) |
| 2     | 45       | Эд Тёрнер          | Ф       | США            | Хьюстон Рокетс (из Бостона)                                       | Техас A&I (4-й курс)        |
| 2     | 46       | Вернон Смит        | Ф       | США            | Филадельфия 76                                                    | Техас A&M (4-й курс)        |
| 3     | 52       | Руди МакЛин        | З/Ф     | США            | Атланта Хокс                                                      | ЛСЮ (4-й курс)              |
| 3     | 54       | Джим Смит          | Ф       | США            | Сан-Диего Клипперс                                                | Огайо Стэйт (4-й курс)      |
| 3     | 57       | Фрэнк Бриковски    | Ф/Ц     | США            | Нью-Йорк Никс (из Вашингтона)                                     | Пенн Стэйт (4-й курс)       |
| 3     | 61       | Петур Гудмундссон  | Ц       | Исландия       | Портленд Трэйл Блэйзерс                                           | Вашингтон (4-й курс)        |
| 4     | 76       | Льюис Ллойд        | З/Ф     | США            | Голден Стэйт Уорриорз (из Сиэтла)                                 | Дрейк (4-й курс)            |
| 4     | 81       | Ларри Сприггс      | Ф       | США            | Хьюстон Рокетс                                                    | Говард (4-й курс)           |
| 4     | 85       | Питер Верховен     | Ф       | США            | Портленд Трэйл Блэйзерс                                           | Фресно Стэйт (4-й курс)     |
| 4     | 88       | Кевин МакКенна     | З/Ф     | США            | Лос-Анджелес Лейкерс                                              | Крейтон (4-й курс)          |
| 5     | 102      | Хэнк Макдауэлл     | Ф/Ц     | США            | Голден Стэйт Уорриорз                                             | Мемфис Стэйт (4-й курс)     |
| 8     | 179      | Джей Триано        | З       | США            | Лос-Анджелес Лейкерс                                              | Саймон Фрейзер (4-й курс)   |
| 10    | 210      | Тони Гвинн         | З       | США            | Сан-Диего Клипперс                                                | Сан-Диего Стэйт (4-й курс)  |

## Сделки с участием драфт-пиков

### Сделки до драфта
1. 1 2 3 4  8 июня 1981 года «Атланта Хокс» приобрела выбор первого раунда 1981 года и выбор второго раунда 1981 года у «Чикаго Буллз» в обмен на выбор первого раунда 1981 года, выбор второго раунда 1982 года и возможность обменять выбор первого раунда 1982 года.[14] Ранее, 10 июня 1980 года, «Буллз» приобрели предварительные права на Ронни Лестера и право выбора в первом раунде у «Портленд Трэйл Блэйзерс» в обмен на право драфта Келвина Рэнси и выбор первого раунда 1981 года.[15] Ранее, 8 февраля 1980 года, «Блэйзерс» приобрели право выбора у «Филадельфия 76» в обмен на Лайнела Холлинза.[16] Ранее, 3 октября 1977 года, «Филадельфия» приобрела драфт-пик и выбор первого раунда 1983 года у «Кливленд Кавальерс» в обмен на Терри Фарлоу.[17] «Хокс» использовали драфт-пик, чтобы выбрать Эла Вуда и Клайда Брэдшоу. «Буллз» использовали драфт-пик, чтобы выбрать Орландо Вулриджа. «Блэйзерс» использовали драфт-пик, чтобы выбрать Дарнелла Валентайна.
2. ↑  4 января 1978 года «Сиэтл Суперсоникс» приобрели выбор первого раунда у «Юта Джаз» в обмен на Слика Уоттса.[18] «Соникс» использовали драфт-пик, чтобы выбрать Дэнни Врэйнса.
3. ↑  25 сентября 1980 года «Канзас-Сити Кингз» получил Джо Мериуэзера и выбор первого раунда от «Нью-Йорк Никс» в трёхсторонней сделке между «Кингз», «Никс» и «Кливленд Кавальерс».[19] Ранее, 4 октября 1978 года, «Никс» получили выбор первого раунда от «Сиэтл Суперсоникс» в обмен на Лонни Шелтона и выбор первого раунда 1979 года. Эта сделка была организована в качестве компенсации того, что «Никс» подписали контракт с Марвином Уэбстером 29 сентября 1978 года.[20] «Кингз» использовали драфт-пик, чтобы выбрать Стива Джонсона.
4. ↑  3 декабря 1980 года «Даллас Маверикс» приобрёл выборы первого раунда 1981 и 1985 годов у «Денвер Наггетс» в обмен на Кики Вандевеге и выбор первого раунда 1986 года.[23] «Маверикс» использовал драфт-пик, чтобы выбрать Роландо Блэкмана.
5. ↑  8 февраля 1980 года «Нью-Джерси Нетс» приобрёл Мориса Лукаса и выборы первого раунда 1980 и 1981 годов у «Портленд Трэйл Блэйзерс» в обмен на Кэлвина Натта.[24] Ранее, 7 июня 1978 года, «Блэйзерс» приобрели выбор драфта у «Голден Стэйт Уорриорз» в обмен на выбор первого раунда 1978 года.[25] «Нетс» использовали драфт-пик, чтобы выбрать Альберта Кинга.
6. ↑  12 июня 1980 года «Детройт Пистонс» приобрёл право выбора в первом раунде у «Канзас-Сити Кингз» в качестве компенсации за подписание Леона Дугласа в качестве свободного агента.[26] «Пистонс» использовали драфт-пик, чтобы выбрать Келли Трипучку.
7. ↑  21 сентября 1978 года «Юта Джаз» приобрела выбор первого раунда у «Хьюстон Рокетс» в обмен на Слика Уоттса.[18] «Джаз» использовали драфт-пик, чтобы выбрать Дэнни Шейеса.
8. 1 2  8 июня 1981 года «Индиана Пэйсерс» приобрела выборы второго раунда 1981 и 1982 годов у «Кливленд Кавальерс». Эта сделка была организована в качестве компенсации того, что «Кавальерс» подписали Джеймса Эдвардса 25 мая 1981 года.[27] Ранее, 8 июня 1981 года, «Канзас-Сити Кингз» приобрёл выбор первого раунда «Кавальерс» в обмен на выбор второго раунда. Эта сделка была организована в качестве компенсации того, что «Кавальерс» подписали Скотта Уэдмена.[28] Ранее, 20 мая 1981 года, «Кавальерс» приобрели выбор первого раунда у «Нью-Йорк Никс» в обмен на Рэнди Смита.[29] «Кингз» использовали драфт-пик, чтобы выбрать Кевина Лодера. «Пэйсерс» использовали драфт-пик, чтобы выбрать Рэй Блюм.
9. ↑  15 августа 1980 года «Нью-Джерси Нетс» приобрёл выбор первого раунда у «Сан-Антонио Спёрс» в качестве компенсации за подписание Джорджа Джонсона в качестве свободного агента.[30] «Нетс» использовали драфт-пик, чтобы выбрать Рэя Толберта.
10. ↑  19 октября 1978 года «Бостон Селтикс» приобрёл Криса Форда и выбор второго раунда у «Детройт Пистонс» в обмен на Эрла Тейтума.[31] «Селтикс» использовал драфт-пик, чтобы выбрать Трэйси Джексона.
11. ↑  9 октября 1979 года «Портленд Трэйл Блэйзерс» приобрёл выбор второго раунда у «Индиана Пэйсерс» в обмен на Клемона Джонсона.[32] Ранее, 27 января 1978 года, «Пэйсерс» приобрела Боба Кэррингтона и выборы второго раунда 1980 и 1981 годов у «Нью-Джерси Нетс» в обмен на Джона Уильямсона.[33] «Блэйзерс» использовали драфт-пик, чтобы выбрать Брайана Джексона.
12. 1 2  12 сентября 1980 года «Сан-Антонио Спёрс» приобрёл два выбора второго раунда у «Чикаго Буллз» в качестве компенсации за подписание Ларри Кенона в качестве свободного агента.[34] Ранее, 8 августа 1980 года, «Буллз» приобрели один драфт-пик «Сиэтл Суперсоникс» в качестве компенсации за то, что Деннис Отри стал свободным агентом.[35] Ранее, 13 февраля 1980 года, «Буллз» приобрели Оливера Мака и выборы второго раунда 1980 и 1981 годов у «Лос-Анджелес Лейкерс» в обмен на Марка Ландсбергера.[36] Ранее, 24 октября 1979 года, «Лейкерс» приобрели выборы второго раунда 1980 и 1981 годов у «Кливленд Кавальерс» в обмен на Кенни Карра.[37] «Спёрс» использовали драфт-пик, чтобы выбрать Джина Бэнкса и Эда Рэйнса.
13. ↑  8 июля 1980 года «Канзас-Сити Кингз» приобрёл выбор второго раунда у «Атланта Хокс» в качестве компенсации за подписание Томми Берлсона в качестве свободного агента.[38] Ранее, 23 ноября 1979 года, «Хокс» приобрели выбор второго раунда 1980 года и вновь вернули свой выбор второго раунда у «Юта Джаз» в обмен на Терри Фарлоу.[17] Ранее, 10 октября 1979 года, «Джаз» приобрели драфт-пик и выбор второго раунда 1980 года у «Хокс» в обмен на Рона Ли.[39] «Кингз» использовали драфт-пик, чтобы выбрать Эдди Джонсона.
14. ↑  4 августа 1978 года «Бостон Селтикс» приобрёл Нейта Арчибальда, Марвина Барнса, Билли Найта и выборы второго раунда 1981 и 1983 годов у «Сан-Диего Клипперс» в обмен на Кевина Куннерта, Кермита Вашингтона, Сидни Уикса и Фримена Уильямса.[40] «Селтикс» использовали драфт-пик, чтобы выбрать Дэнни Эйнджа.
15. ↑  9 июня 1980 года «Чикаго Буллз» приобрёл выбор второго раунда у «Денвер Наггетс» в обмен на Седрика Хорджеса.[41] «Буллз» использовали драфт-пик, чтобы выбрать Майка Олливера.
16. ↑  10 июня 1980 года «Голден Стэйт Уорриорз» приобрёл выбор второго раунда у «Вашингтон Буллетс» в обмен на права драфта Джеффа Руленда.[43] «Воины» использовали драфт-пик, чтобы выбрать Сэма Уильямса.
17. ↑  11 сентября 1980 года «Денвер Наггетс» приобрёл Уэйна Купера и выбор второго раунда у «Юта Джаз» в обмен на Бернарда Кинга.[44] Ранее «Джаз», 9 октября 1979 года, приобрели драфт-пик и выбор третьего раунда 1980 года у «Голден Стэйт Уорриорз» в обмен на Роберта Смита.[45] «Наггетс» использовал драфт-пик, чтобы выбрать Кена Грина.
18. ↑  8 июня 1981 года «Вашингтон Буллетс» приобрёл выборы второго раунда 1981 и 1983 годов у «Хьюстон Рокетс» в обмен на Элвина Хейза.[46] «Буллетс» использовали драфт-пик, чтобы выбрать Чарльза Дэвиса.
19. ↑  1 октября 1980 года «Лос-Анджелес Лейкерс» приобрёл выбор второго раунда у «Детройт Пистонс» в обмен на Уэйна Робинсона.[47] Ранее, 18 сентября 1979 года, «Пистонс» приобрели выбор второго раунда у «Портленд Трэйл Блэйзерс» в обмен на Джима Брюэра.[48] «Лейкерс» использовал драфт-пик, чтобы выбрать Харви Наклса.
20. ↑  26 сентября 1980 года «Вашингтон Буллетс» приобрёл выборы второго раунда 1981 и 1982 годов у «Сан-Антонио Спёрс» в обмен на Дэйва Корзина.[49] «Буллетс» использовали драфт-пик, чтобы выбрать Клода Грегори.
21. ↑  9 июня 1980 года «Даллас Маверикс» приобрёл выбор второго раунда у «Финикс Санз» в обмен на Уайли Пека.[50] «Маверикс» использовали драфт-пик, чтобы выбрать Элстона Тёрнера.
22. ↑  4 февраля 1980 года «Вашингтон Буллетс» приобрёл Джона Уильямсона и выбор второго раунда у «Нью-Джерси Нетс» в обмен на Роджера Фегли.[33] Ранее, 8 июня 1981 года, «Нетс» приобрели Отиса Бёрдсонга и драфт-пик у «Канзас-Сити Кингз» в обмен на Клиффа Робинсона.[51] Ранее, 19 июня 1980 года, «Кингз» приобрели драфт-пик у «Милуоки Бакс» в качестве компенсации за подписание Лена Элмора в качестве свободного агента.[52] «Пули» использовали драфт-пик, чтобы выбрать Стива Лингенфельтера.
23. ↑  28 июня 1978 года «Хьюстон Рокетс» приобрёл выбор второго раунда у «Бостон Селтикс» в качестве компенсации за подписание Кевина Куннерта в качестве свободного агента.[53] «Рокетс» использовали драфт-пик, чтобы выбрать Эда Тёрнера.
24. ↑  4 декабря 1979 года «Нью-Йорк Никс» приобрёл выбор третьего раунда у «Вашингтон Буллетс» в обмен на Джима Климонса.[54] «Никс» использовали драфт-пик, чтобы выбрать Фрэнка Бриковски.
25. ↑  3 ноября 1980 года «Голден Стэйт Уорриорз» приобрёл выбор четвёртого раунда у «Сиэтл Суперсоникс» в обмен на Руди Уайта.[55] «Уорриорз» использовали драфт-пик, чтобы выбрать Льюиса Ллойда.

### Сделки в день драфта
1. 1 2  «Индиана Пэйсерс» приобрела право выбора 32-го номера драфта Майка Олливера у «Чикаго Буллз» в обмен на право выбора 36-го номера драфта Рэя Блюма и выбор второго раунда 1982 года.[42]

## Комментарий
1. ↑  Указывается сборная, за которую выступает игрок или его национальность. Если игрок не выступал на международном уровне, то указывается сборная, которую игрок имеет право представлять в соответствии с правилами ФИБА.
2. ↑  Роландо Блэкман родился в Панаме, но вырос в Соединённых Штатах и выступал за сборную США.[21][22]
3. ↑  Техасский Панамериканский университет до 1988 года назывался Панамериканским колледжем.
4. ↑  Техасский университет A&M в Кингсвилле до 1993 года назывался Техасским университетом A&I.
5. ↑  Университет Мемфиса до 1994 года был известен как Мемфисский университет штата.